# Thyropisthus bowringi
Thyropisthus bowringi är en mångfotingart som först beskrevs av Pocock 1892.  Thyropisthus bowringi ingår i släktet Thyropisthus och familjen Harpagophoridae. Inga underarter finns listade i Catalogue of Life.